# ليو ديكسون
ليو ديكسون (بالإنجليزية: Leo Dixon)‏ هو لاعب كرة قاعدة أمريكي، ولد في 4 سبتمبر 1894 في شيكاغو في الولايات المتحدة، وتوفي بنفس المكان في 11 أبريل 1984.

## وصلات خارجية
- ليو ديكسون على موقعبيزبول رفرنس.كوم (الدوري الرئيسي) (الإنجليزية)
- ليو ديكسون على موقعبيزبول رفرنس.كوم (الدوري الثانوي) (الإنجليزية)
- ليو ديكسون على موقع إي إس بي إن.كوم (أم.أل.بي) (الإنجليزية)